# نالشکینه
نالشکینه یا نعل‌شکن نام کوهی مشرف به شهر بوکان در استان آذربایجان غربی ایران است.
ارتفاع این کوه از سطح دریا ۱۵۶۵ است و از سمتِ شرق مشرف به شهر بوکان است، بسیار مورد توجه بوده و در ترانه‌های کُردی و ادبیات کردی به آن اشاره شده است. همچنین، آرامگاه هنرمند نامدار کُرد، حسن زیرک، و نیز پارکی به نام این هنرمند در دامنهٔ این کوه قرار دارد.
همچنین، در غرب کوهدشت در استان لرستان، کوهی به همین نام «نالشکنه» وجود دارد که شیب بسیار تندی دارد. نالشکنه در زبان لکی نیز، که از زبان‌های کردی است، به معنای نعل‌شکن است.

## پارک جنگلی نالشکینه
در سال ۹۹، شهرداری بوکان با تدوین طرح مطالعاتی ایجاد پارک جنگلی در کوه «نالشکینه»، از طریق مشاوران «فام زیرساخت» و تعریف ردیف اعتباری در بودجه همان سال، اقدام به ایجاد راه دسترسی به کوه «نالشکینه»، کرد و در سال‌های بعد از آن نیز از ۱۴۰۰ تا ۱۴۰۲ در بودجه سالیانه در شهرداری برای این پروژه تأمین اعتبار شده است.
ناصح محمدخانی، شهردار وقت بوکان با ساخت جاده دسترسی به ارتفاع کوه نالشکینه و شروع درختکاری آن با همت گروه‌های مردم نهاد، فاز اول پارک جنگلی نالشکینه را استارت زد.
این پارک جنگلی با دید کامل و مسلط به شهر، آنرا به جاذبه ای گردشگری در بوکان تبدیل کرده است.